# Qui a peur du Slenderman ?
Pour plus de détails, voir Fiche technique et Distribution.
Qui a peur du Slenderman ? ou Prenez garde au Slenderman! au Québec (Beware the Slenderman, stylisé en _beware the slenderman ou _prenez garde au Slenderman! au Québec) est un film documentaire américain de 2016 réalisé par Irene Taylor Brodsky (en) sur le poignardage du 31 mai 2014. Il a été créé à South by Southwest en mars 2016 et a été diffusé sur HBO le 23 janvier 2017,.  

## Synopsis
Qui a peur du Slenderman ? revient sur l'incident au cours duquel deux filles ont tenté d'assassiner l'une de leurs amies dans le but d'apaiser Slender Man, un monstre fictif qui provenait d'un phénomène Internet appelé creepypasta. Le documentaire a été tourné sur dix-huit mois et contient des entretiens avec les familles des deux assassins potentiels.
Le film utilise diverses vidéos YouTube liées à Slender Man, en particulier des séquences de Marble Hornets et de Tribe Twelve. Il reprend également des images des jeux Slender: The Eight Pages et Minecraft.

## Fiche technique
- Titre original : Beware the Slenderman
- Titre français : Qui a peur du Slenderman ?
- Titre québécois : Prenez garde au Slenderman!
- Réalisation : Irene Taylor Brodsky (en)
- Montage : Gladys Murphy
- Musique : Benoît Charest
- Production : Irene Taylor Brodsky (en), Sophie Harris et Sheila Nevins
- Sociétés de production : HBO Films et HBO Documentary
- Sociétés de distribution : HBO (États-Unis, France), Crave (Canada)
- Pays d'origine :  États-Unis
- Langue originale : anglais
- Genre : documentaire
- Durée : 117 minutes
- Dates de diffusion :
  - États-Unis : 11 mars 2016 (Festival du film South by Southwest) ; 23 janvier 2017 sur HBO
  - France : 21 mai 2017 sur Planète+ Crime Investigation et en VOD
  - Canada : 2018[5] sur Super Écran